# Praia do Porto Santo
Praia do Porto Santo, na zona da Calheta
A Praia do Porto Santo é uma praia portuguesa de areia amarela, localizada na ilha do Porto Santo, Madeira. É conhecida pelas propriedades terapêuticas das suas areias, facto cientificamente comprovado, indicadas para problemas dos foros reumático e ortopédico.
Com uma extensão total de nove quilómetros, a Praia do Porto Santo costuma ser dividida por áreas para melhor administração: Calheta, Cabeço da Ponte, Ribeiro Cochino, Ribeiro Salgado, Fontinha e Penedo. A da Fontinha é a única com bandeira azul.
A praia foi reconhecida como uma das 7 Maravilhas de Portugal na categoria de Praia de Dunas, em setembro de 2012.

## Galeria

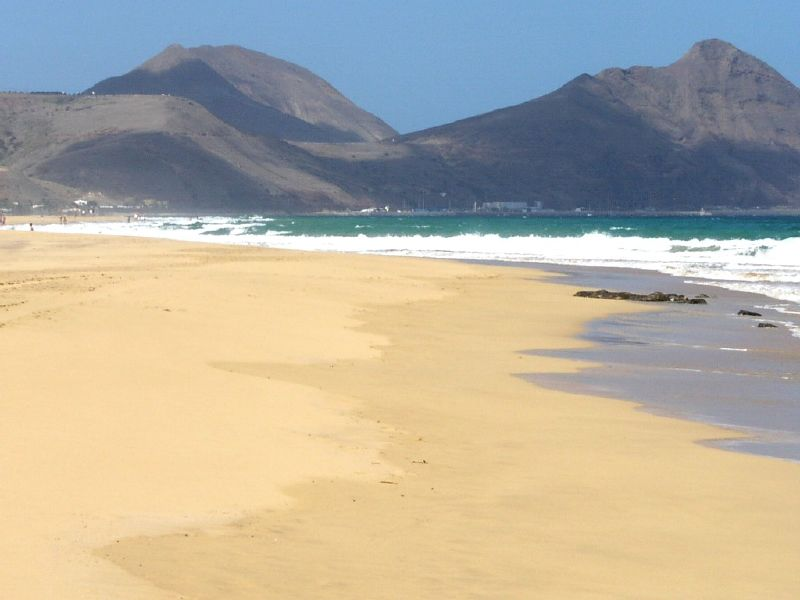
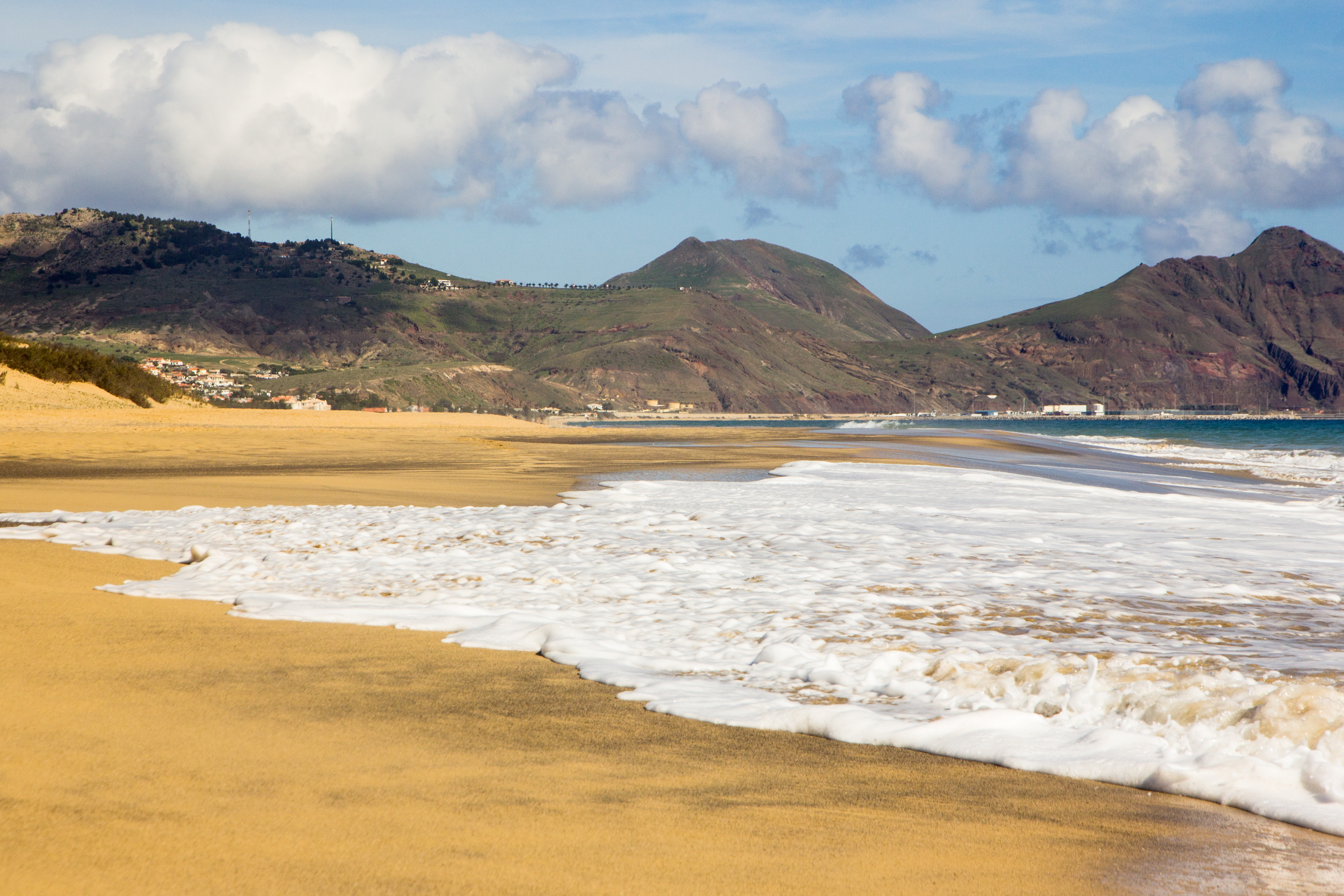
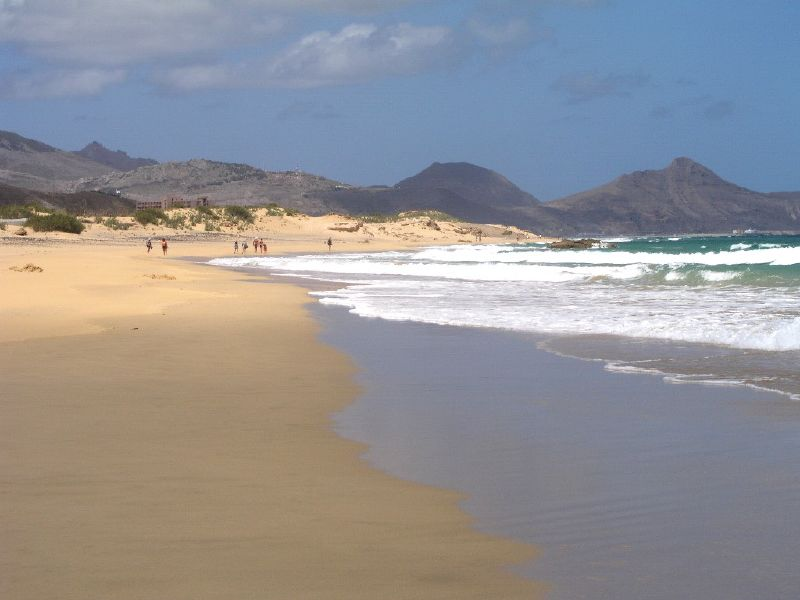
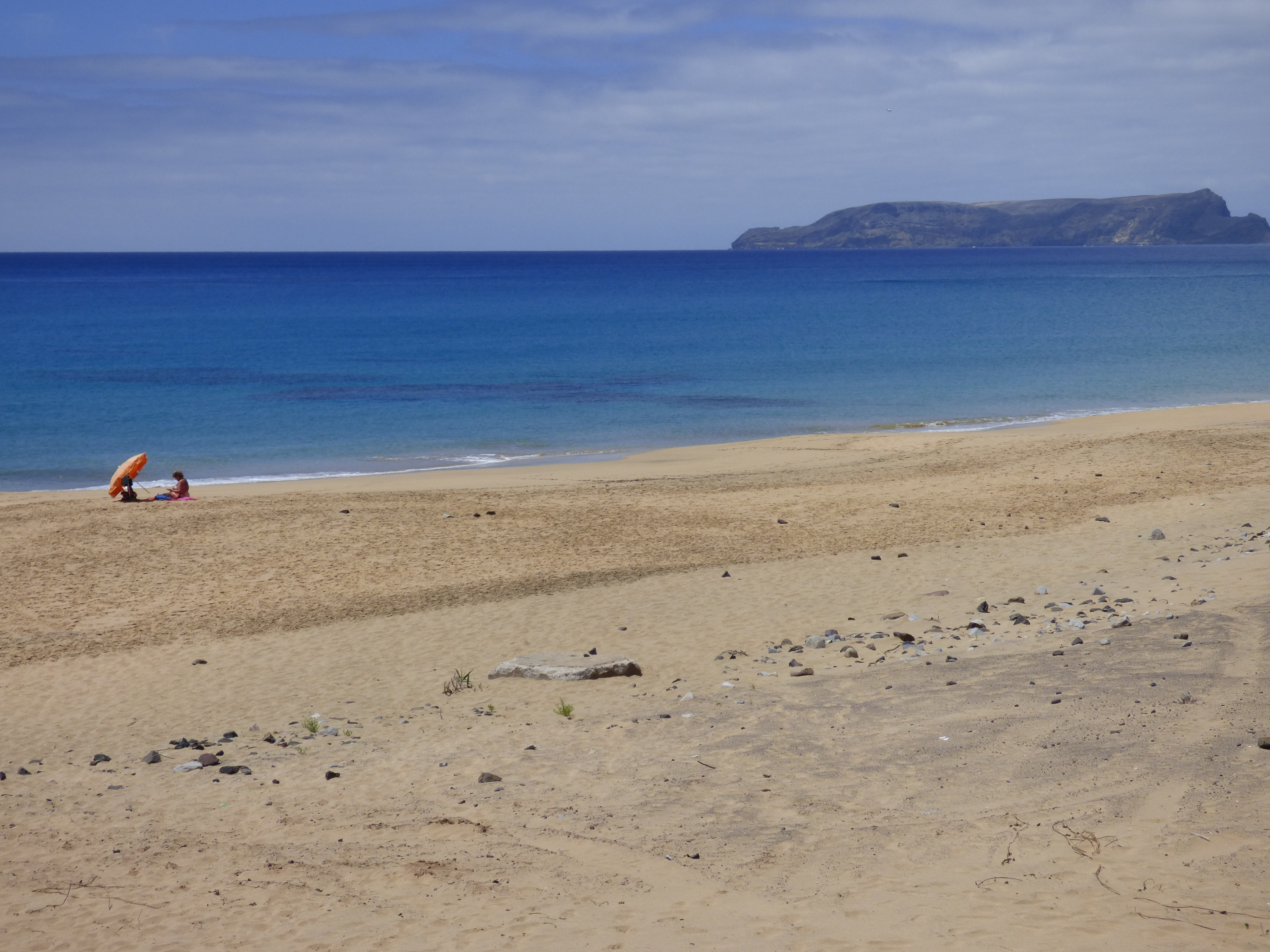
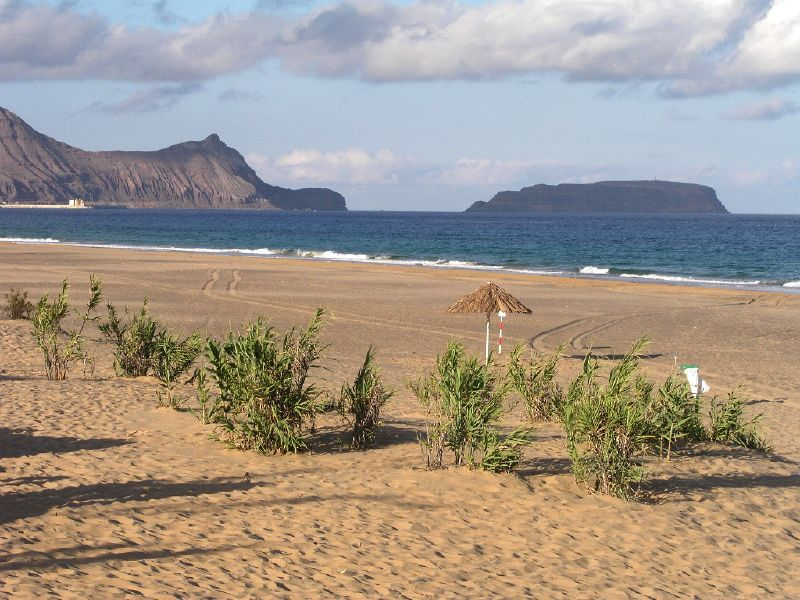
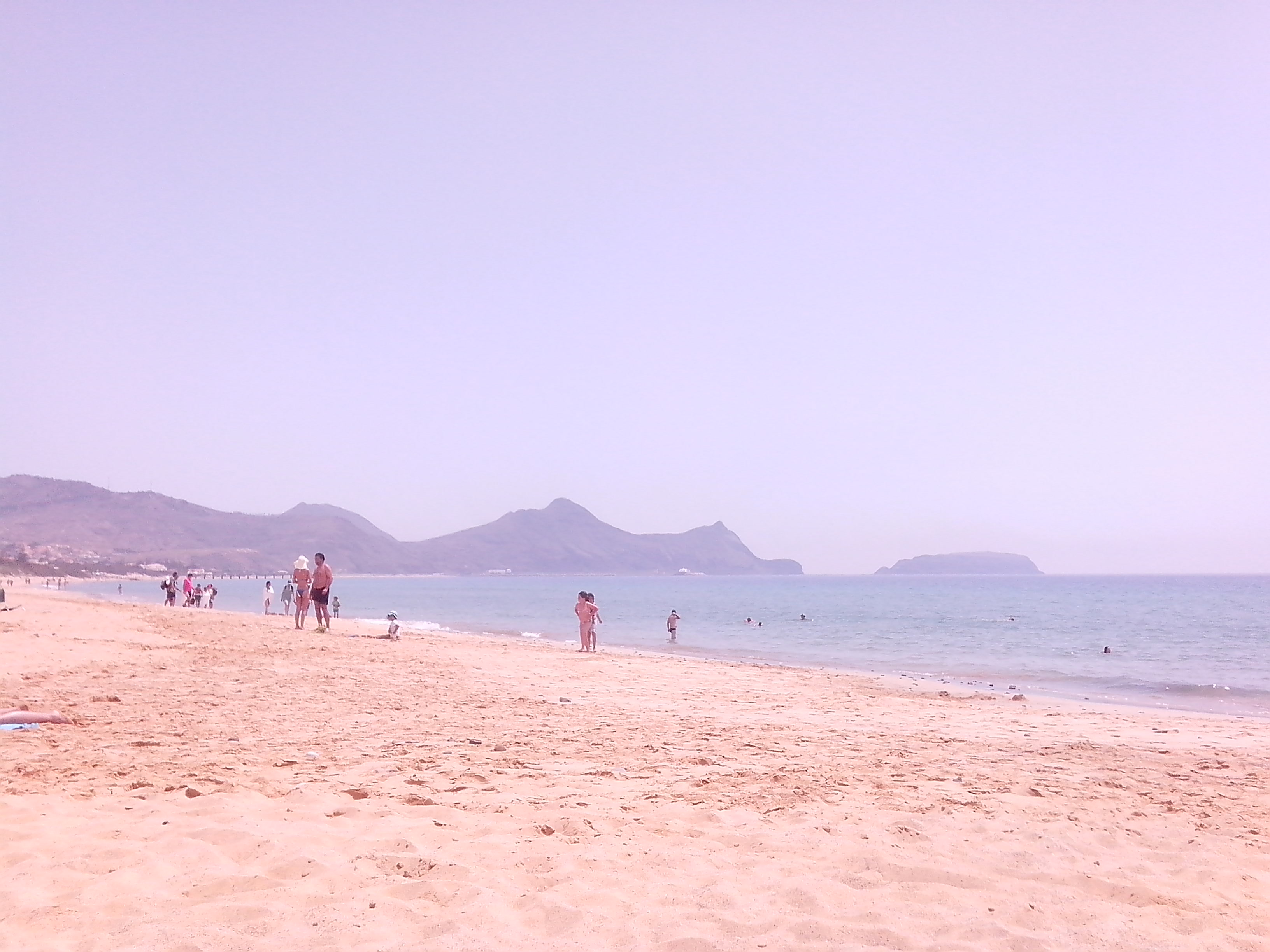
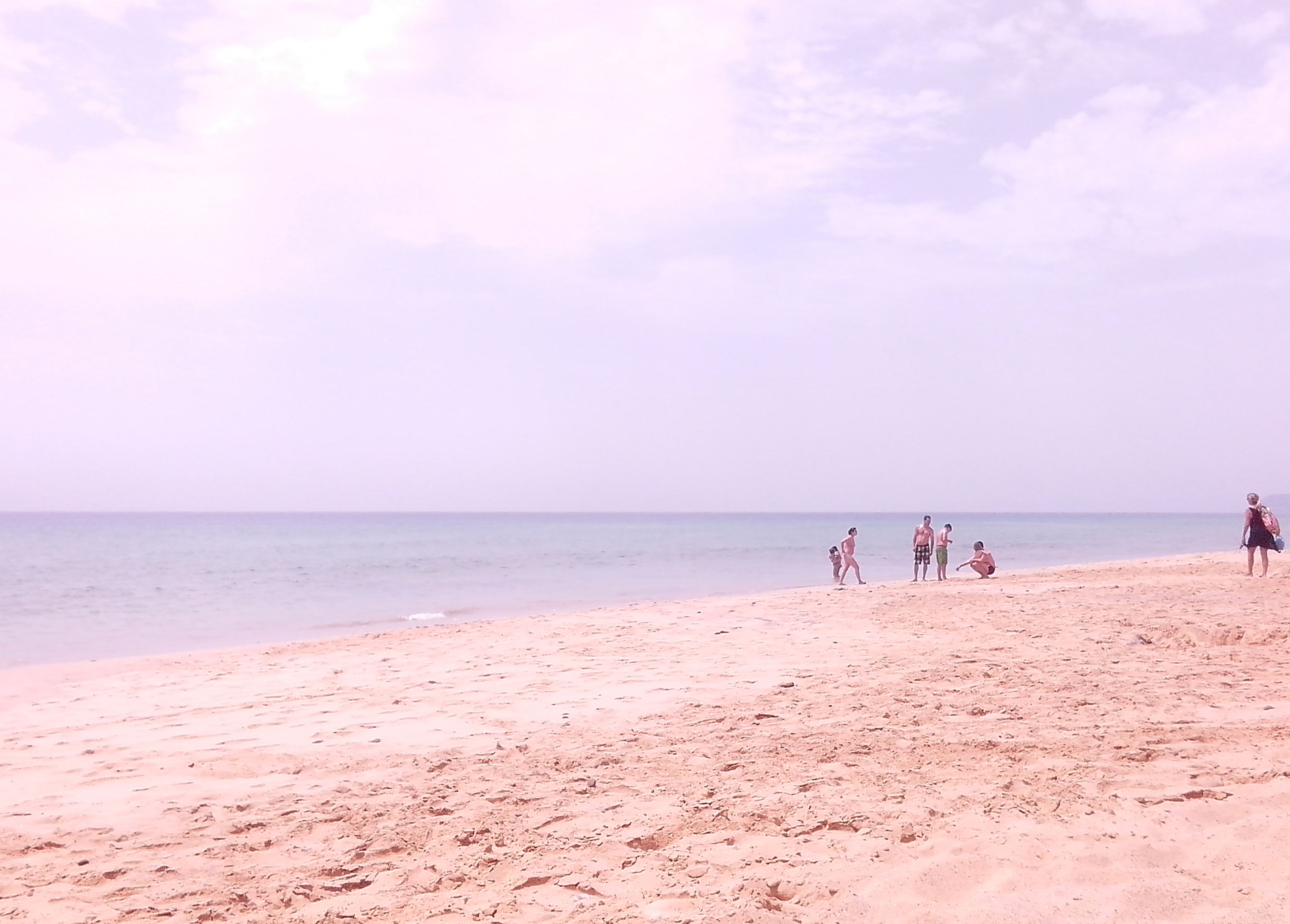
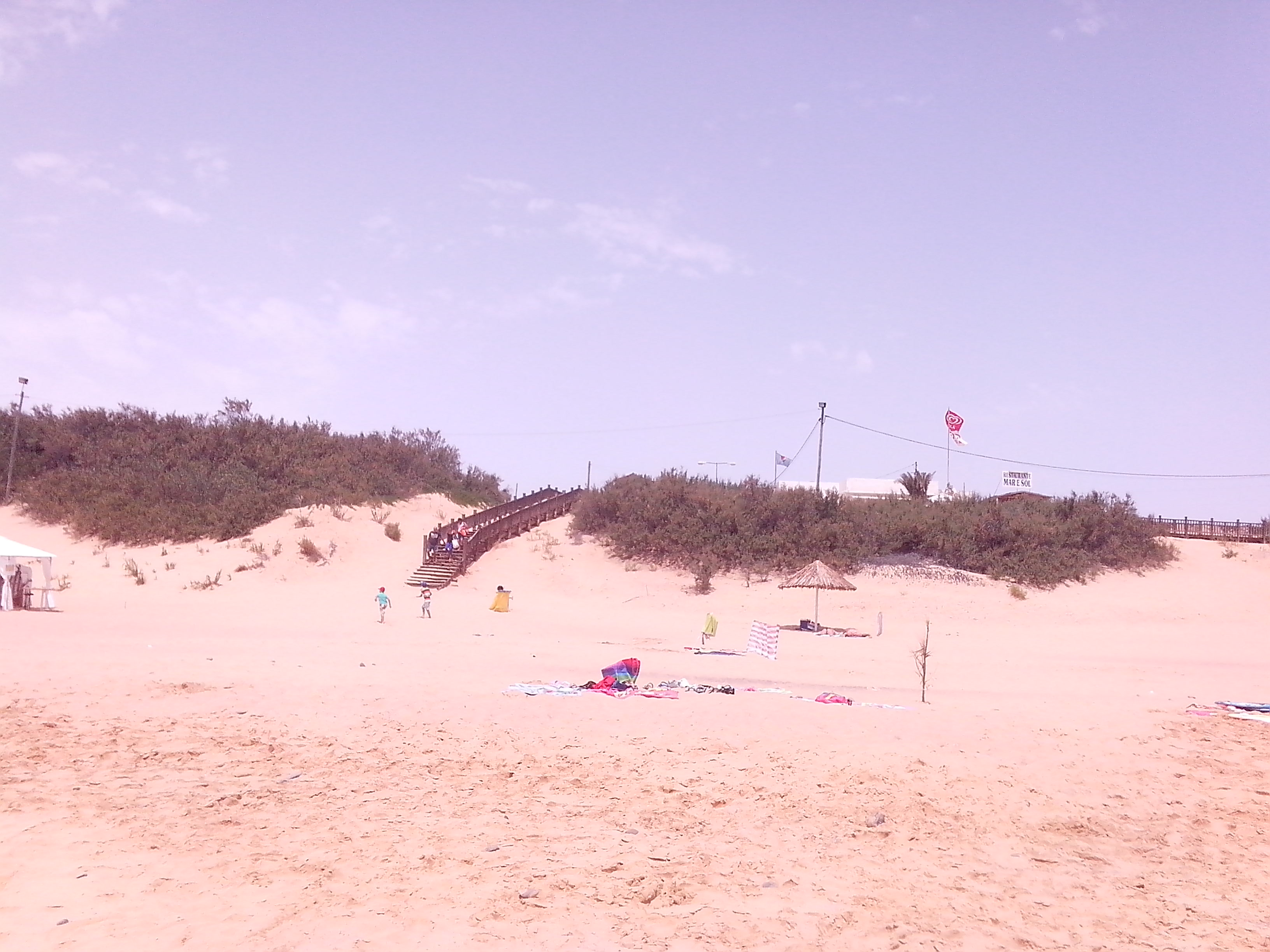
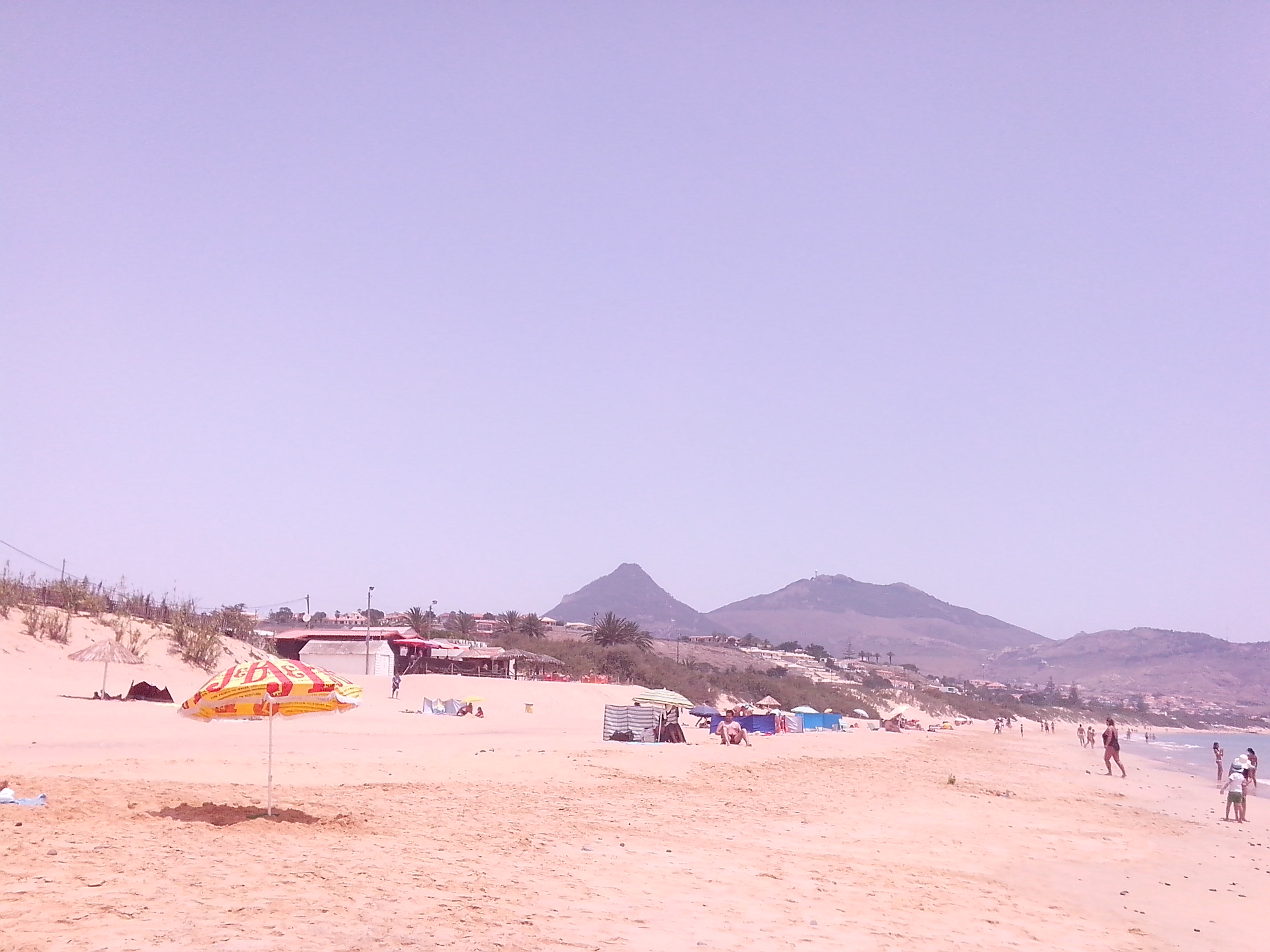
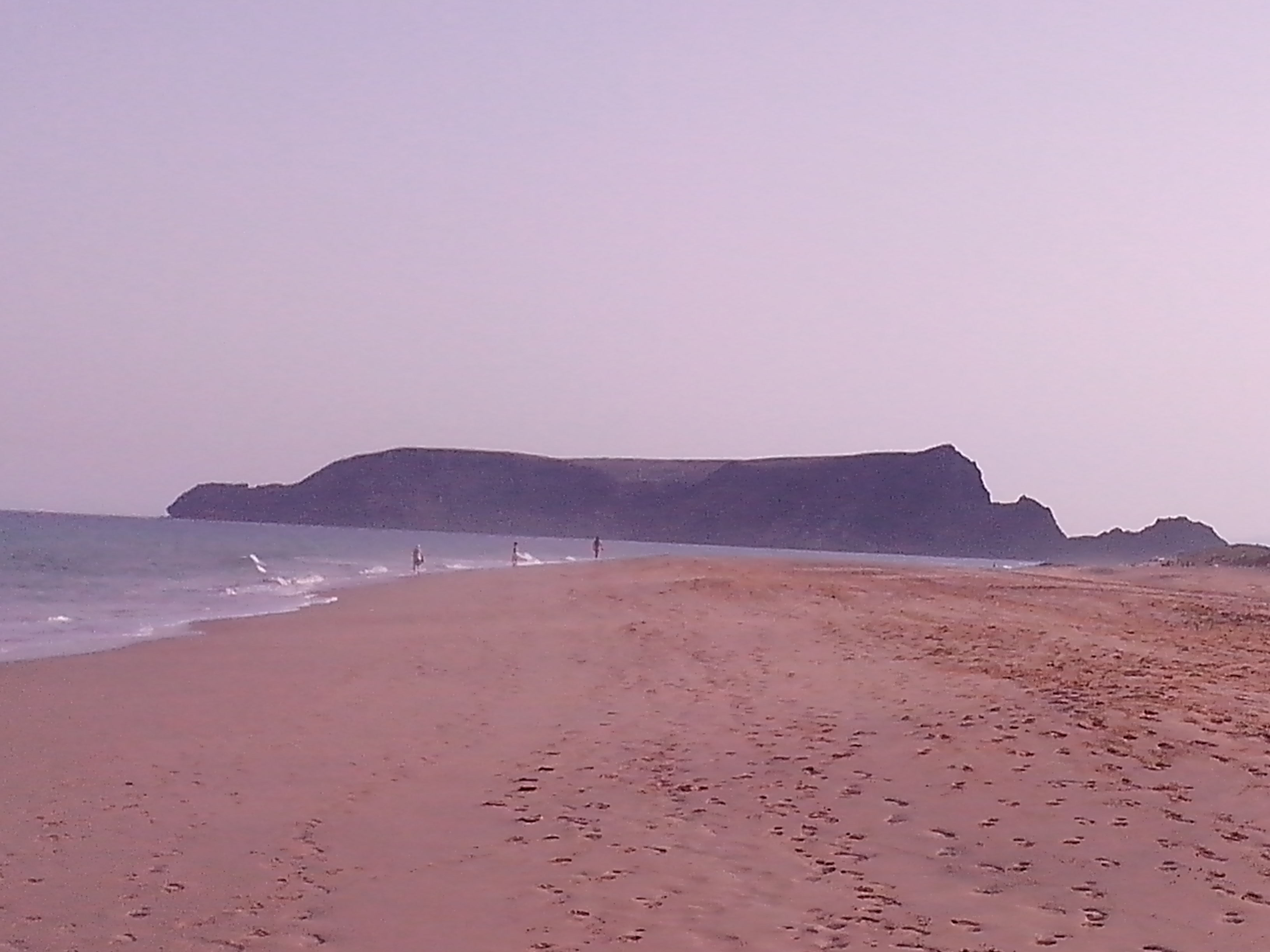
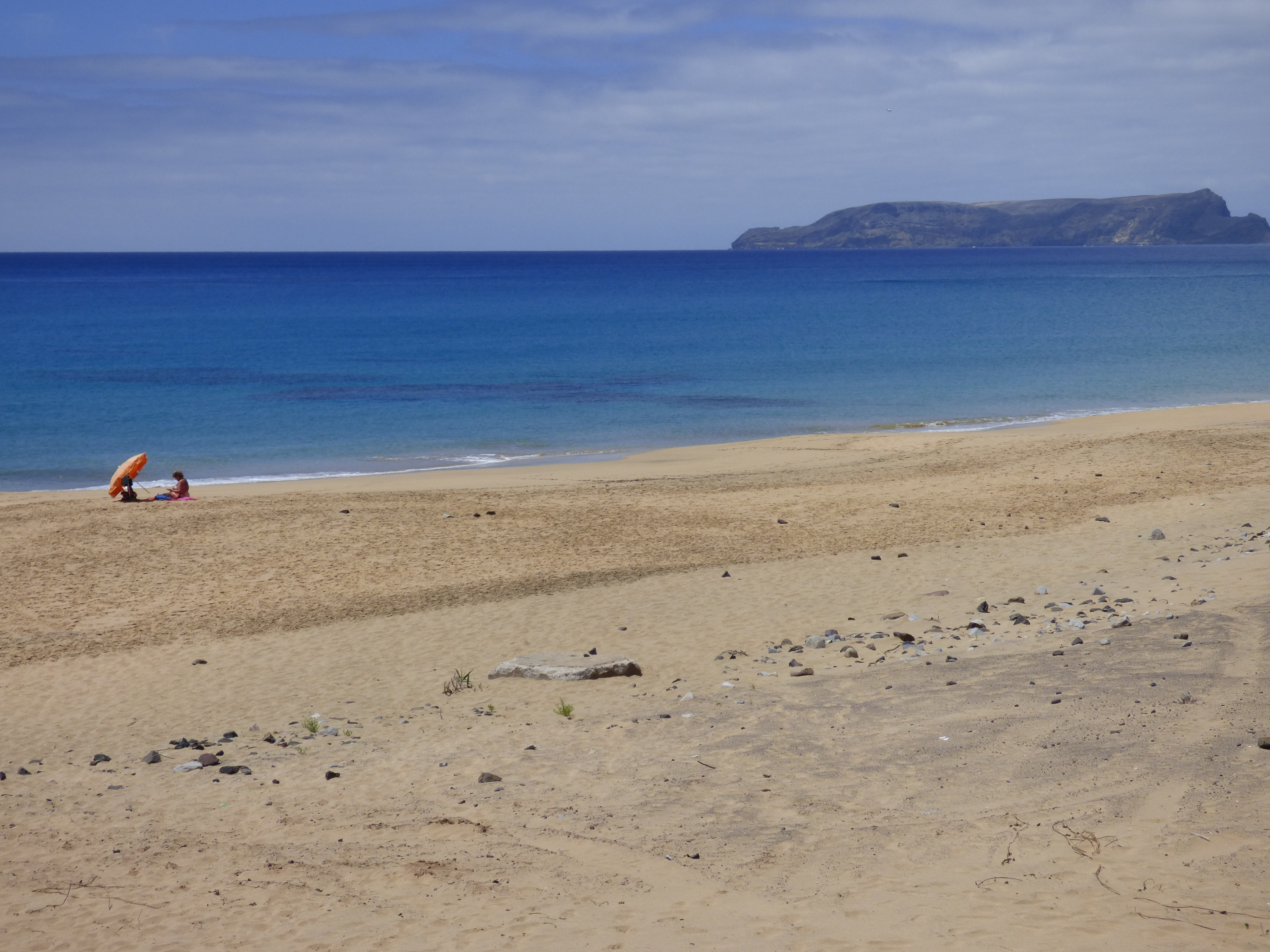
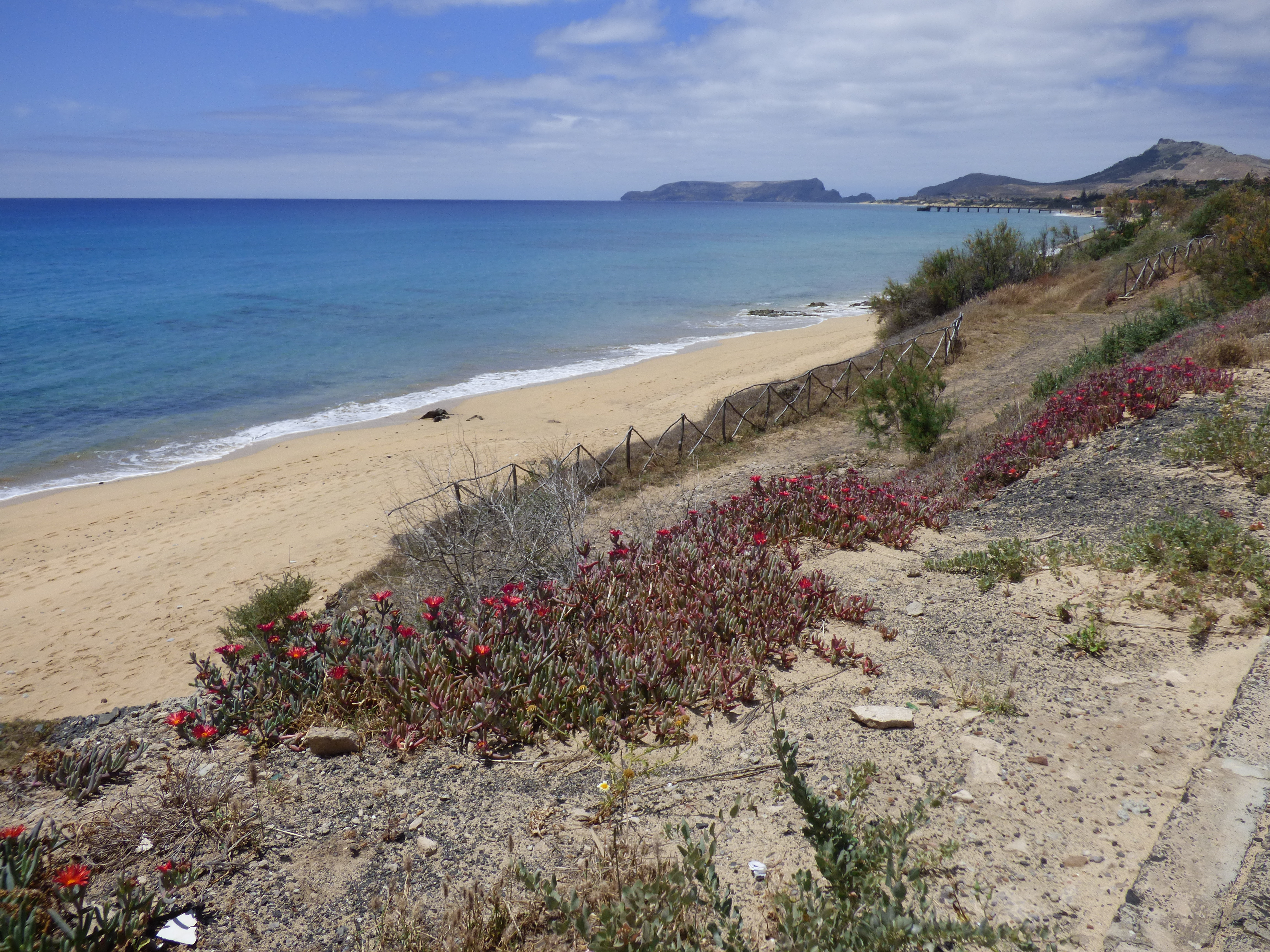
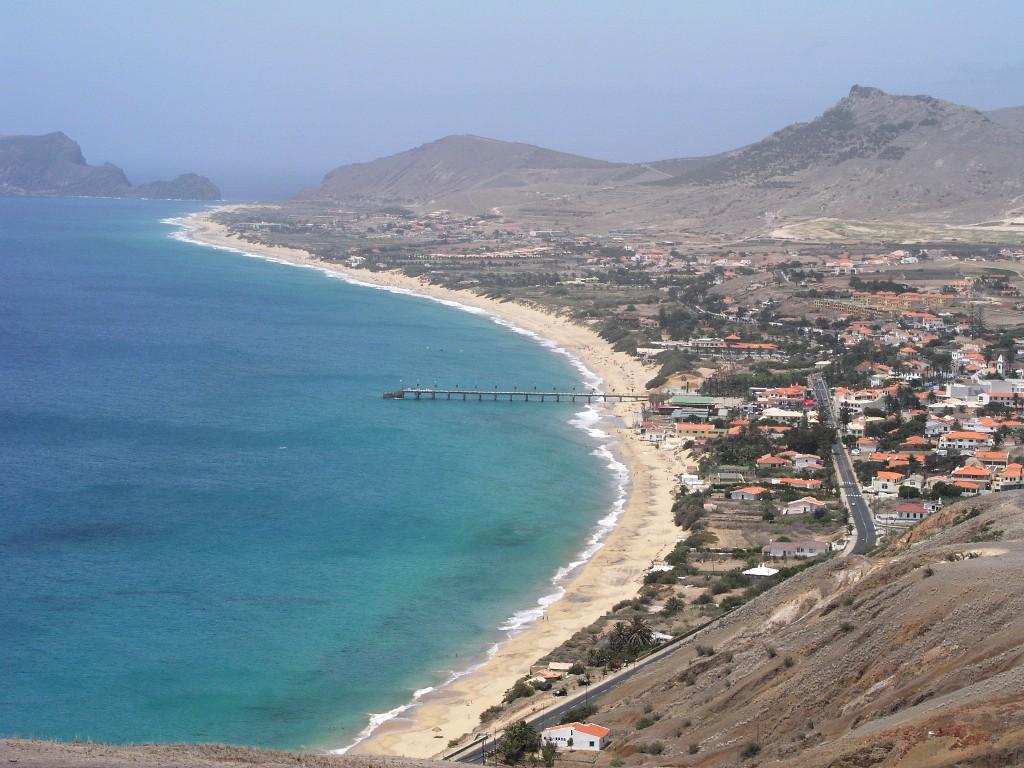
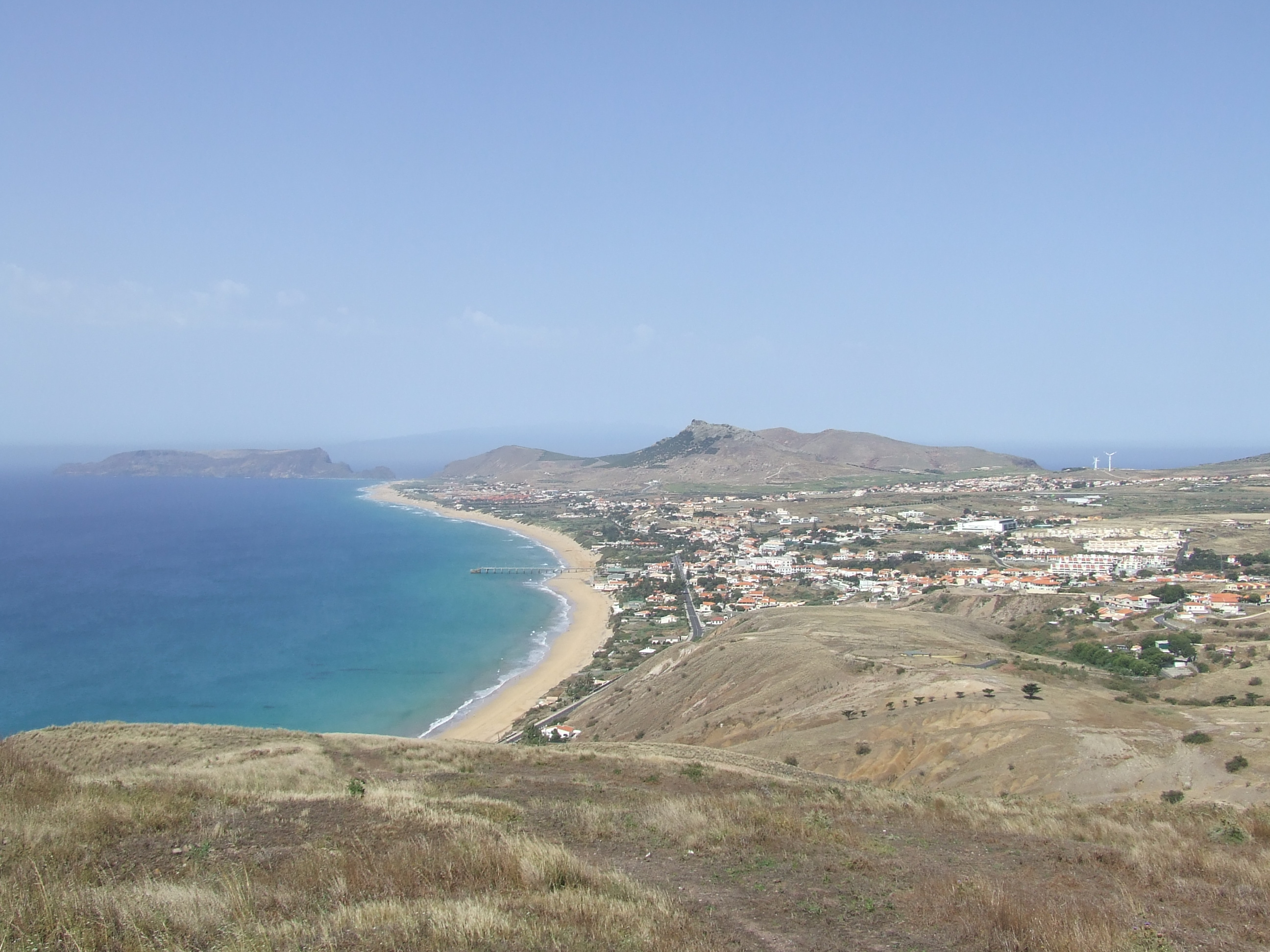
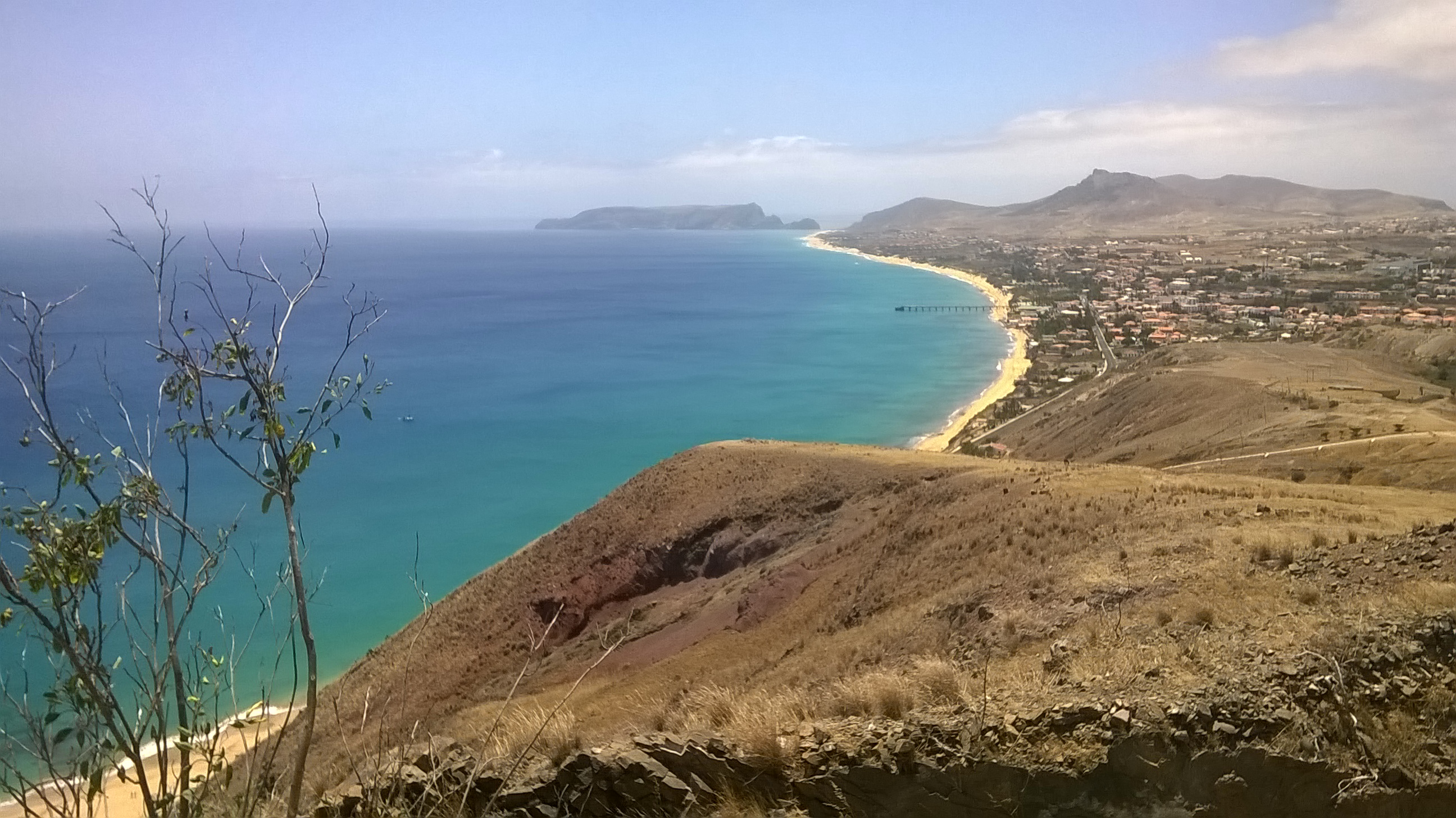